# Liste de candidats non humains à une élection
Un candidat non humain à une élection est un candidat, généralement animal ou végétal, proposé à un poste électoral dans un but de protestation à l'instar du vote blanc ou de manière satirique pour moquer le système politique. Ce genre de candidature se retrouve dans plusieurs pays. Les règlements électoraux peuvent exiger un candidat humain ou des actions non possibles pour un candidat non humain, comme effectuer une signature manuscrite. Toutefois ces candidatures non humaines peuvent être acceptées et parfois même aboutir à la victoire du candidat.

## Liste chronologique

### Antiquité
Caligula envisageait de nommer son cheval Incitatus au poste de consul.

### Époque contemporaine

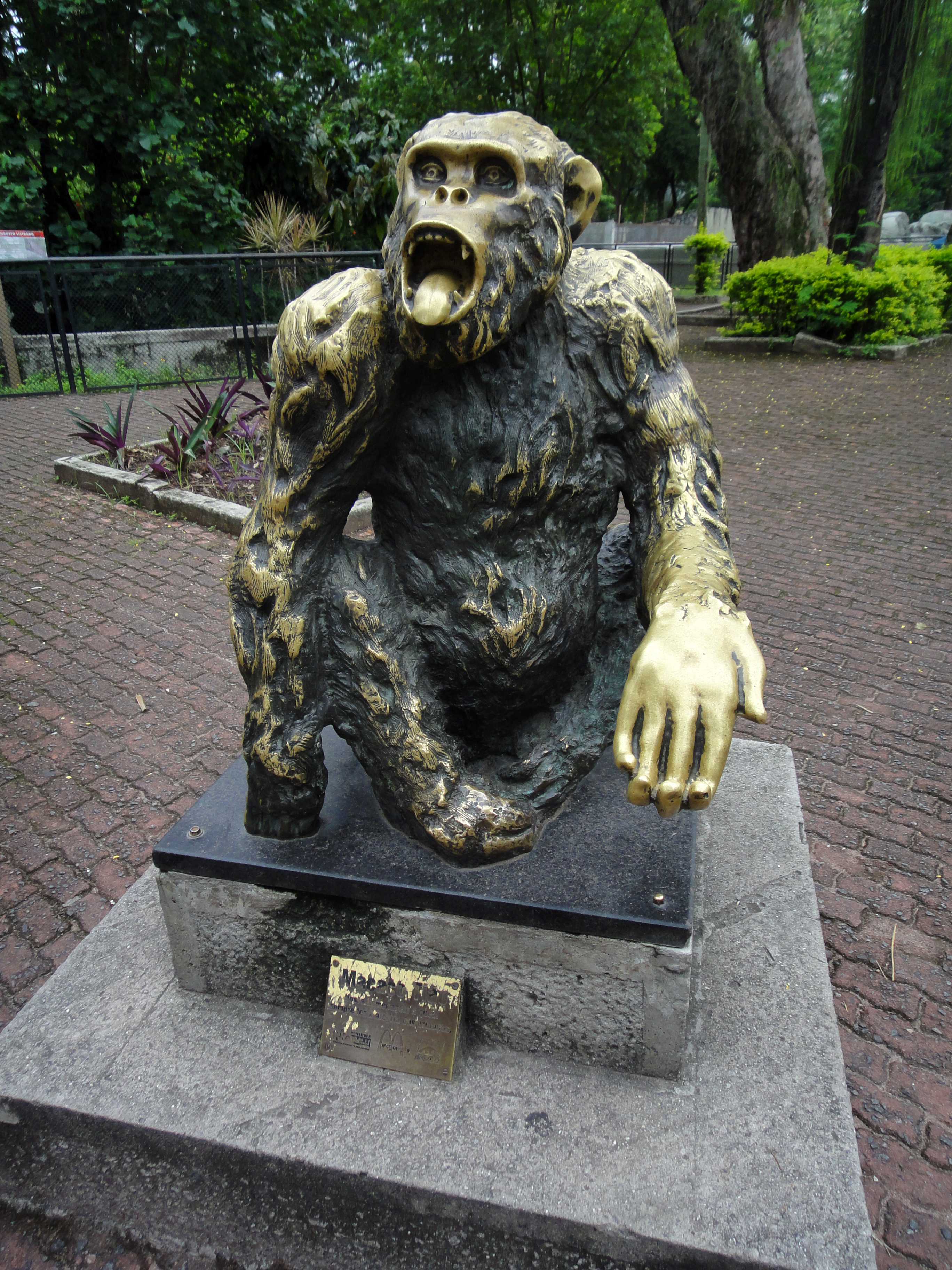
Une statue de Macaco Tião, un candidat à la mairie de Rio de Janeiro.

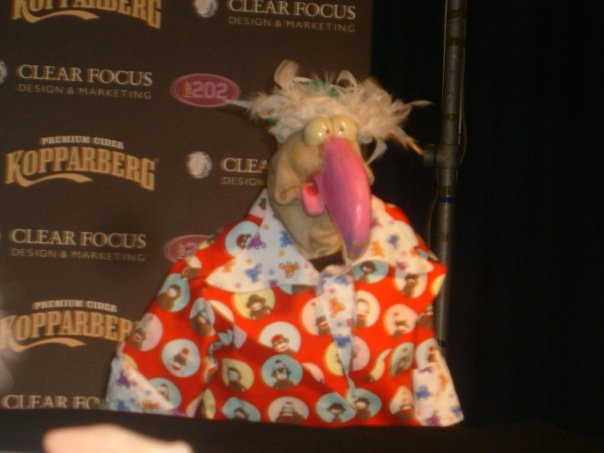
Dustin the Turkey, une marionnette, reçut des milliers de votes en Irlande à l'élection présidentielle de 1997.

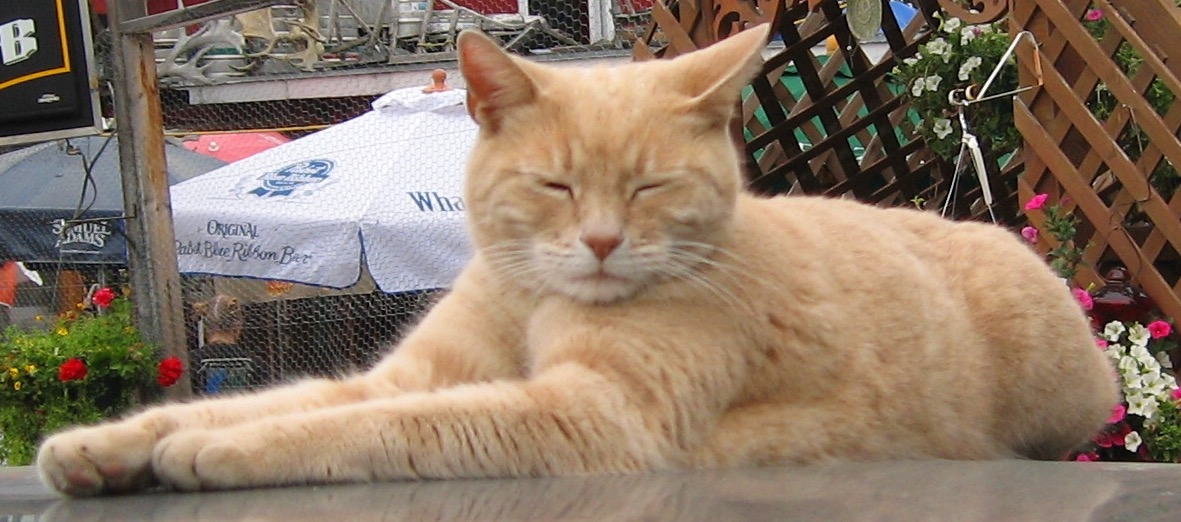
Stubbs, maire de Talkeetna.

La mule Boston Curtis fut candidate pour un siège du Parti républicain à Milton, Washington en 1938, le remportant 51 à zéro,.
Cacareco, un rhinocéros du zoo de São Paulo, était candidat pour les élections municipales de 1958 avec l'intention de protester contre la corruption des politiques. Les autorités électorales n'ont pas accepté sa candidature mais il recueillit finalement 100 000 votes, plus que tout autre parti à cette élection qui fut également marquée par un fort taux d'abstention. Depuis, le terme Voto Cacareco (Vote Cacareco) est communément utilisé pour décrire un vote de contestation au Brésil. Cette candidature inspira le Parti Rhinocéros au Canada, dirigé par le rhinocéros Cornelius Premier.
En 1967, un fabricant équatorien de poudre pour pieds fit la publicité pour son produit, Pulvapies, en tant que candidat à la mairie dans la ville de Picoazá (en). Étonnamment, le produit remporta l'élection avec une claire majorité.
En 1968, le cochon Pigasus fut candidat à l'élection présidentielle américaine.
Colossus le Gorille, l'attraction principale du parc « Benson's Wild Animal Farm (ferme de l'animal sauvage de Benson) (en) » à Hudson dans le New Hampshire n'a pas pu être candidat aux élections des primaires présidentielles du parti républicain. La candidature du singe était portée par Benson, mais l'argument de la ferme qui soutenait que la constitution américaine n'exigeait pas que le candidat américain natif soit humain fut rejeté.
Bosco (en), un chien noir mélange de labrador et rottweiler, fut élu maire de Sunol en Californie (1981-1994),.
Tião, un chimpanzé, fut mis en avant par le parti fictif de la Banane brésilienne (Partido Bananista Brasileiro, en fait le groupe satirique Casseta & Planeta) comme candidat à la mairie de Rio de Janeiro en 1988. Le slogan de campagne était « Votez pour un singe - obtenez un singe » (car les personnes en avaient marre de voter pour une personne et de voir les officiels en désigner une autre). Il n'y a pas de décompte officiel car tous ces votes ont été décomptés comme nuls mais il est estimé que Tião reçut plus de 400 000 voix arrivant en troisième position,,,.
Dustin the Turkey, une marionnette populaire de la télévision irlandaise reçut des milliers de votes en Irlande lors de l'élection présidentielle de 1997. Bien que n'étant pas un candidat officiel, il serait arrivé en cinquième position, devant le candidat Derek Nally.
En 1997, un chat dénommé Stubbs fut élu maire de Talkeetna en Alaska.
Le réalisateur américain Michael Moore tenta de faire d'un ficus un candidat à la Chambre des représentants des États-Unis en 2000.
En France, au moins une candidature animale a eu lieu avec le chien Saucisse, candidat aux élections municipales de 2001 à Marseille. Le candidat avait pour slogan « Pour une sauciété plus humaine, contre une vie de chien ! » et réussit à rassembler 4,5 % des suffrages. Le chien sera inscrit par son maître pour l'élection présidentielle française de 2002 mais sans réunir les cinq cents signatures d'élus requises,.
Un chien nommé Molly, un teckel de l'Oklahoma, fut nommé comme candidat à l'élection présidentielle américaine de 2008,.
Katten Mickelin (Mickelin le Chat) était un chat noir leader pendant plusieurs années du mouvement suédois Ezenhemmer Plastic Bags and Child Rearing Utensils Party. Même s'il ne remporta aucune élection, le chat réunit 102 voix à l'élection suédoise générale de 1994 à la suite d'une alliance avec l'association suédoise des voitures miniatures et des boissons intoxicantes.
Membre du conseil de Californie, Charlotte Laws fit concourir un poulet pour le poste de vice-président sur le Bully ticket de l'élection de 2012.
Un chat nommé Morris fut candidat à la mairie de Xalapa, au Mexique en 2013,.
Dans le village de Lajitas au Texas, une chèvre buvant de la bière nommée Clay Henry III a été élue maire mais son rôle n'est qu'honorifique et pas actif.

## Dans la culture populaire
L'élection d'animaux a été le sujet de plusieurs parodies dans la culture populaire. En 1972, le chanteur américain Tom T. Hall fit un tube avec son titre The Monkey That Became President (littéralement « le singe qui devint président ») qui considère le scénario où un singe est élu. Le roman de Thomas Love Peacock de 1817 Melincourt (en) met en scène un orang-outan comme candidat au parlement.
Le personnage Howard The Duck, dans sa version dessinée, prétend se présenter à l'élection présidentielle américaine de 1976. Un badge sera même produit et Howard recevra même quelques milliers de bulletins à son nom dans les urnes de l'élection réelle, écrits à la main.
La série télévisée Black Mirror, dans l'épisode The Waldo Moment (Le show de Waldo), explore le concept d'un candidat à l'élection qui serait un personnage dessiné.
L'émission Welcome to Night Vale présente Hiram McDaniels, un dragon, comme candidat à la mairie.

## Voir également
- Liste d'animaux ayant obtenu un diplôme destiné aux humains